# Olivia Llewellyn
Olivia Llewellyn (1980) è un'attrice britannica.

## Biografia
Figlia di Sir David St Vincent "Dai" Llewellyn, quarto baronetto Llewellyn e Vanessa Hubbard, ha una sorella minore di nome Arabella nata nel 1983. Ha inoltre diverse sorellastre tra cui le attrici Gabriella Wilde e Isabella Calthorpe. Studia alla London Academy of Music and Dramatic Art e partecipa a diverse opere teatrali e serie televisive.

## Filmografia parziale
- L'ispettore Barnaby (2008)
- Penny Dreadful (2014-2015)
- The Musketeers (2015)
- L'amore e la vita - Call the Midwife (2015)
- Casualty (2016)

## Ascendenza
|                                     |                          |                                                        | Genitori                                             |  |  | Nonni |  |  | Bisnonni                     |  |  | Trisnonni      |  |
|                                     |                          |                                                        |                                                      |  |  |       |  |  | David Llewellyn, I baronetto |  |  | Rees Llewellyn |  |
|                                     |                          |                                                        |                                                      |  |  |       |  |  | David Llewellyn, I baronetto |  |  | Rees Llewellyn |  |
|                                     |                          | Elizabeth                                              |                                                      |  |  |       |  |  | David Llewellyn, I baronetto |  |  |                |  |
| Harry Llewellyn, III baronetto      |                          |                                                        |                                                      |  |  |       |  |  | David Llewellyn, I baronetto |  |  |                |  |
|                                     |                          | Magdalene Anne Harries                                 | Henry Harries                                        |  |  |       |  |  |                              |  |  |                |  |
|                                     |                          | Magdalene Anne Harries                                 | Henry Harries                                        |  |  |       |  |  |                              |  |  |                |  |
|                                     |                          | Magdalene Anne Harries                                 | Magdalene Lewis                                      |  |  |       |  |  |                              |  |  |                |  |
| David "Dai" Llewellyn, IV baronetto |                          | Magdalene Anne Harries                                 |                                                      |  |  |       |  |  |                              |  |  |                |  |
|                                     |                          | James St. Vincent Broke Saumarez, V barone de Saumarez | James St. Vincent Saumarez, IV barone de Saumarez    |  |  |       |  |  |                              |  |  |                |  |
|                                     |                          | James St. Vincent Broke Saumarez, V barone de Saumarez | James St. Vincent Saumarez, IV barone de Saumarez    |  |  |       |  |  |                              |  |  |                |  |
|                                     |                          | James St. Vincent Broke Saumarez, V barone de Saumarez | Jane Anne Vere-Broke                                 |  |  |       |  |  |                              |  |  |                |  |
| Christine Saumarez                  |                          | James St. Vincent Broke Saumarez, V barone de Saumarez |                                                      |  |  |       |  |  |                              |  |  |                |  |
|                                     |                          | Gunhild Balck                                          | Viktor Balck                                         |  |  |       |  |  |                              |  |  |                |  |
|                                     |                          | Gunhild Balck                                          | Viktor Balck                                         |  |  |       |  |  |                              |  |  |                |  |
|                                     |                          | Gunhild Balck                                          | Anna Christina Forsberg                              |  |  |       |  |  |                              |  |  |                |  |
| Olivia Llewellyn                    |                          | Gunhild Balck                                          |                                                      |  |  |       |  |  |                              |  |  |                |  |
|                                     | Theodore Stephen Hubbard | Thomas Hubbard                                         |                                                      |  |  |       |  |  |                              |  |  |                |  |
|                                     | Theodore Stephen Hubbard | Thomas Hubbard                                         |                                                      |  |  |       |  |  |                              |  |  |                |  |
|                                     | Theodore Stephen Hubbard | Emily Fanny Parish                                     |                                                      |  |  |       |  |  |                              |  |  |                |  |
| Theodore Hubbard                    | Theodore Stephen Hubbard |                                                        |                                                      |  |  |       |  |  |                              |  |  |                |  |
|                                     |                          | Lavinia May Bertie                                     | Alberic Bertie                                       |  |  |       |  |  |                              |  |  |                |  |
|                                     |                          | Lavinia May Bertie                                     | Alberic Bertie                                       |  |  |       |  |  |                              |  |  |                |  |
|                                     |                          | Lavinia May Bertie                                     | Caroline McDonnell                                   |  |  |       |  |  |                              |  |  |                |  |
| Vanessa Hubbard                     |                          | Lavinia May Bertie                                     |                                                      |  |  |       |  |  |                              |  |  |                |  |
|                                     |                          | Bernard Fitzalan-Howard, III barone Howard di Glossop  | Francis Fitzalan-Howard, II barone Howard di Glossop |  |  |       |  |  |                              |  |  |                |  |
|                                     |                          | Bernard Fitzalan-Howard, III barone Howard di Glossop  | Francis Fitzalan-Howard, II barone Howard di Glossop |  |  |       |  |  |                              |  |  |                |  |
|                                     |                          | Bernard Fitzalan-Howard, III barone Howard di Glossop  | Clara Louisa Greenwood                               |  |  |       |  |  |                              |  |  |                |  |
| Miriam Fitzalan-Howard              |                          | Bernard Fitzalan-Howard, III barone Howard di Glossop  |                                                      |  |  |       |  |  |                              |  |  |                |  |
|                                     |                          | Mona Stapleton, XI baronessa Beaumont                  | Miles Stapleton, X barone Beaumont                   |  |  |       |  |  |                              |  |  |                |  |
|                                     |                          | Mona Stapleton, XI baronessa Beaumont                  | Miles Stapleton, X barone Beaumont                   |  |  |       |  |  |                              |  |  |                |  |
|                                     |                          | Mona Stapleton, XI baronessa Beaumont                  | Ethel Mary Tempest                                   |  |  |       |  |  |                              |  |  |                |  |
|                                     |                          | Mona Stapleton, XI baronessa Beaumont                  |                                                      |  |  |       |  |  |                              |  |  |                |  |